# Marielle Saner
Marielle Saner-Guinchard (ur. 22 marca 1977) – szwajcarska kolarka górska, srebrna medalistka mistrzostw świata i czterokrotna medalistka mistrzostw Europy.

## Kariera
Największy sukces w karierze Marielle Saner osiągnęła w 1997 roku, kiedy zdobyła srebrny medal w downhillu podczas mistrzostw świata w Château d'Oex. W zawodach tych wyprzedziła ją jedynie Francuzka Anne-Caroline Chausson, a trzecie miejsce zajęła Finka Katja Repo. W tej samej konkurencji zdobyła także cztery medale na mistrzostwach Europy: srebrne na ME w Grazu (2003), ME w Wałbrzychu (2004) i ME w Limosano (2006) oraz brązowy na ME w Kluisbergen (2005). Nigdy nie wystąpiła na igrzyskach olimpijskich.